# Arhiv Republike Slovenije
Arhiv Republike Slovenije (ARS) je osrednja arhivska ustanova v Republiki Sloveniji ustanovljena leta 1945. Opravlja naloge državnega arhiva in je organ v sestavi Ministrstva za kulturo. Glavna naloga arhiva je skrb za arhivsko gradivo, ki je kulturni spomenik in ima trajen pomen za Slovenijo in slovenski narod. Arhiv Republike Slovenije skrbi tudi za enotno strokovno izvajanje javne arhivske dejavnosti.
Sedež Arhiva Republike Slovenije je v obnovljenem kompleksu nekdanje Domobranske vojašnice v Ljubljani. Del arhivskih depojev je ARS ohranil na nekdanji lokaciji na Zvezdarski ulici v stavbah Virant in Rožna, del gorljivega nitratnega filmskega gradiva pa hrani v depojih v Borovcu pri Kočevski Reki.

## Zgodovina
Z uredbo Narodne vlade Slovenije je bil 31. oktobra 1945 (akt je stopil v veljavo 7. novembra) ustanovljen Osrednji državni arhiv Slovenije, a se je nato zaradi upravno-političnih sprememb večkrat preimenoval: leta 1953 v Državni arhiv Ljudske republike Slovenije, 1966 v Arhiv Slovenije, leta 1979 v Arhiv Socialistične republike Slovenije. Današnje ime Arhiv Republike Slovenije nosi od leta 1990.
Začetki skrbi za arhivsko gradivo na Slovenskem so se v prvi polovici 19. odvijali podobno kot v ostalih deželah Habsburške monarhije, katere del je bilo slovensko ozemlje. Zlasti listinsko gradivo so zbirale in popisovale različne ustanove, društva in posamezniki. Historično društvo za Kranjsko je leta 1859 predlagalo ustanovitev deželnega arhiva, dejansko pa so bili pogoji za delovanje Kranjskega deželnega arhiva postavljeni leta 1887 z dodelitvijo prostorov v stavbi Deželnega muzeja v Ljubljani, ko je arhiv začel delovati kot sestani del muzeja. V obdobju Kraljevine Jugoslavije je bil leta 1926 sicer ustanovljen Državni arhiv, a je še vedno deloval kot organizacijska enota muzeja. Prva in druga svetovna vojna sta upočasnili nastanek samostojne arhivske ustanove. Arhiv je ostajal del muzeja, njegovo delovanje pa je bilo v glavnem še naprej omejeno na območje nekdanje dežele Kranjske. Delo arhivarja je opravljal ravnatelj Narodnega muzeja Josip Mal.
Kot samostojna državna ustanova pod neposrednim nadzorstvom ministra za prosveto je bil 31. oktobra 1945 ustanovljen Osrednji državni arhiv Slovenije. Deloval je za območje celotne Slovenije, saj ostalih pokrajinskih arhivov, z izjemo Mestnega arhiva ljubljanskega, današnjega Zgodovinskega arhiva Ljubljana, še ni bilo. Sredi petdesetih let dvajsetega stoletja so jih polagoma začeli ustanavljati, a zaradi pomanjkljivih predpisov niso oblikovali popolne arhivske mreže. V letih 1945–1953 je arhiv gostoval v Narodnem muzeju v Ljubljani, na podstrešju Narodne in univerzitetne knjižnice in po kleteh razpuščenih uradov v Ljubljani. Leta 1953 je dobil v uporabo prostore v prvem nadstropju Virantove hiše in Gruberjeve palače. Leta 1965 je arhiv prevzel v upravljanje celoten kompleks med Levstikovim trgom, Zvezdarsko in Rožno ulico. Prva adaptacija arhivske stavbe se je zgodila v letih 1977–1979, še prej, v letih 1972–1976, pa je bilo sezidano prvo namensko arhivsko skladišče Sloveniji. Leta 1981 je bila obnova Grubarjeve palače s prizidkoma Virant in Rožna v glavnem končana.
V devetdesetih letih 20. stoletja so bili Arhivu Republike Slovenije priključeni t. i. specialni arhivi, ki so bili ukinjeni po političnih spremembah; leta 1990 Zgodovinski arhiv Centralnega komiteja Zveze komunistov Slovenije, leta 1992 Arhiv Inštituta za zgodovino delavskega gibanja, leta 1998 pa še del Arhiva Ministrstva za notranje zadeve z gradivom Službe državne varnosti.
Že leta 1994 so bili za potrebe arhiva predvideni prostori nekdanje vojašnice ob Roški in Poljanski cesti, ki so bili do leta 2006 delno obnovljeni. V vzhodni trakt je bilo preseljeno mlajše arhivsko gradivo, ki ga je do tedaj arhiv hranil kar na sedmih lokacijah (Cankarjeva cesta 5, Ljubljana; Kazina − Kongresni trg 1, Ljubljana; Plava laguna − Linhartova cesta 3a, Ljubljana; Petrolova stolpnica − Dunajska cesta 48, Ljubljana; grad Lisičje − Lanišče 23; Gotenica). Jeseni leta 2024 se je v obnovljene prostore severnega trakta preselil sedež arhiva, vsi zaposleni, del gradiva ter vsi prostori, namenjeni uporabnikom arhivskega gradiva, kot so čitalnica, predavalnice in razstavni prostor.

### Direktorji Arhiva Republike Slovenije
- Jože Maček (1945–1974)
- Marija Oblak Čarni (1974–1984, 1988–1993)
- Ema Umek (1984–1988)
- Vladimir Žumer (1993–2004)
- Dragan Matić (2004–2005, 2009–2012)
- Matevž Košir (2005–2009)
- Jože Dežman (2012–2013)
- Bojan Cvelfar (2013–2023)
- Andrej Nared (2023–trenutno)

## Organizacija
Arhiv Republike Slovenije ima osem notranjih organizacijskih enot oziroma sektorjev:
- Sektor za informacije in dokumentacijo;
- Sektor za varstvo najstarejšega arhivskega gradiva;
- Sektor za varstvo arhivskega gradiva s področja zdravstva, šolstva, gospodarstva, društev, dela uprave in sodstva;
- Sektor za varstvo arhivskega gradiva posebnih arhivov;
- Sektor za varstvo arhivskega gradiva uprave po letu 1945;
- Slovenski filmski arhiv;
- Center za restavriranje in konserviranje arhivskega gradiva;
- Sektor za elektronske arhive in računalniško podporo.

### Slovenski filmski arhiv[15]
Slovenski filmski arhiv (SFA) je eden izmed najstarejših filmskih arhivov v srednjeevropskem prostoru ter drugi najstarejši filmski arhiv v nekdanji Jugoslaviji, takoj za Jugoslovansko kinoteko. Ustanovljen je bil leta 1968 pri takratnem Arhivu Slovenije z nalogo zbiranja in varovanja slovenskega filmskega arhivskega gradiva.
V času svojega obstoja je zbral večino slovenske filmske dediščine, ki so jo posneli slovenski avtorji in producenti. Najstarejši film, ki arhiv hrani v Zbirki filmov (SI AS 1086), so prvi slovenski filmski zapisi dr. Karola Grossmanna, začetnika slovenske kinematografije. Po letu 1990 SFA hrani tudi filme muzejev, arhivov, izobraževalnih ustanov, podjetij in gospodarskih družb, raznih ministrstev ter zasebnih ustvarjalcev in zbirateljev.

### Center za restavriranje in konserviranje[17]
Center za restavriranje in konserviranje Arhiva RS v prvi vrsti skrbi za gradivo Arhiva RS in slovenskih regionalnih arhivov ter drugo ogroženo slovensko pisno in grafično dediščino ter likovna dela na papirju.

## Arhivska dejavnost
Arhiv Republike Slovenije kot državni arhiv varuje javno arhivsko gradivo državnih organov, nosilcev javnih pooblastil oziroma izvajalcev javnih služb, ki jih zagotavlja država, Banke Slovenije ter državnih in javnih skladov, agencij in drugih pravnih oseb, ki jih ustanovi država in praviloma delujejo za območje celotne države. Arhiv varuje tudi zasebno arhivsko gradivo in filmsko arhivsko gradivo za vso državo.
Arhiv Republika Slovenije tudi vodi zbirno evidenco javnega arhivskega gradiva v državi in evidenco arhivskega gradiva v zamejstvu in po svetu, ki se nanaša na Slovenijo in Slovence ter vodi evidenco javnih simbolov, grbov, zastav, pečatov, žigov in štampiljk na ravni države.
Arhiv varuje javno in zasebno arhivsko gradivo v skladu z Zakonom o varstvu dokumentarnega in arhivskega gradiva ter arhivih (ZVDAGA) in Zakonom o arhivskem gradivu, ki vsebuje osebne podatke o zdravljenju pacienta (ZAGOPP)..)

## Gradivo v Arhivu Republike Slovenije
Gradivo, ki ga hrani Arhiv Republike Slovenije, je urejeno v arhivske fonde in arhivske zbirke. Uporabniki in raziskovalci lahko gradivo iščejo v čitalnici s pomočjo arhivskih pripomočkov, od leta 2021 je na voljo tudi Virtualna arhivska čitalnica.
Po podatkih iz leta 2023 ARS hrani 29.450 tekočih metrov arhivskega gradiva, ki je razvrščeno v 1982 fondov in zbirk.
Arhiv Republike Slovenije hrani tudi najstarejši dokument v slovenskih arhivih. Gre za fragment prepisa pastoralnega vodila papeža Gregorja Velikega. Originalni dokument je sicer nastal leta 591 in je namenjen Janezu, škofu Ravene, kot usmeritev za reformiranje cerkvene službe. Prepis, ohranjen v Arhivu Republike Slovenije, je verjetno nastal v drugi četrtini 9. stoletja, najverjetneje na območju Salzburga in je domnevno povezan z misijonsko dejavnostjo salzburške nadškofije.

### Arhivalija meseca
Arhivalija meseca, ki jo Arhiv Republike Slovenije pripravlja od januarja 2011, je namenjena popularizaciji arhiva in arhivskega gradiva. V krajših besedilih so predstavljeni vizualno ali vsebinsko zanimivi dokumenti, ki jih hrani ARS.